# S780-as személyvonat
Az S780-as személyvonat Nógrád, Pest és Heves vármegyékben közlekedő regionális személyvonat. A vonat ütemesen, kétóránként Balassagyarmat és Aszód között közlekedik, hétköznapokon két vonatpár Aszódtól egészen Hatvanig továbbközlekedik. A vonalon 117-es sorozatú motorkocsiból (Bzmot) és Bzx 24-29 motormellékkocsiból alkotott szerelvények közlekednek.
Mivel mellékvonali személyvonat, ezért a vonatszámai ötjegyűek, és 335-tel kezdődnek. A páros számú vonatok Balassagyarmat (végpont), a páratlan számú vonatok Aszód (kezdőpont) felé közlekednek.

## Története
A vasúti viszonylatjelzéseket 2013 decemberében kezdték meg bevezetni, első körben a Déli pályaudvarról induló elővárosi személy-, gyorsított és zónázó vonatoknál. A rendszert a 2014–2015. évi menetrenddel terjesztették ki, így kaptak viszonylatjelzést a 75-ös és a 78-as mellékvonalak személyvonatjai. A Balassagyarmat és Aszód között közlekedő vonatok a vasútvonal számozása után az S780-as számozást kapták december 14-étől.
A 80a vasútvonal felújítása alatt, Aszód vágányhálózatának átépítése miatt 2019 áprilisától júniusig a vonatok csak Galgamácsáig közlekedtek, az utasokat Aszód és Pécel felé vonatpótló autóbuszok szállították. A vágányzár alatt a többletátszálláson és az eljutási idő növekedésén úgy próbáltak javítani, hogy naponta 5 vonatpárt Vácrátótig meghosszabbítottak, ahonnan S71-es és G71-es személyvonatokra csatlakozással kevesebb átszállással volt elérhető a főváros. A személyvonatok a Galgamácsa–Vácrátót-vasútvonal közbülső Váckisújfalu és Kisnémedi megállóhelyein nem álltak meg.
A 2020/21-es menetrendváltástól új vonatok indításával és az indulási idők egységesítésével hajnaltól késő estig ütemesen, kétóránként indulnak vonatok, az ütemből egy kora délutáni vonatpár lógott csak ki, amit egy évre rá állítottak vissza az alapütembe. Ugyancsak a 2021. decemberi menetrend-módosítással a Hatvanig meghosszabbított személyvonatok is megkapták az S780-as jelzést.

### Balesetek
2015. augusztus 16-án egy reggeli, Balassagyarmatra közlekedő személyvonat Aszód állomásról csatlakozásra várás miatt késéssel indult. Hogy az ellenvonat ne vegye át ezt a késést a vonatkeresztezést a menetrend szerinti helyéről, Nógrádkövesdről Acsa-Erdőkürtre helyezték át. Az Aszódról érkező vonat személyzetét Galgamácsa forgalmi szolgálattevője írásbeli rendelkezésben értesítette a kereszt áthelyezéséről, azonban azt se a mozdonyvezető, se a vezető jegyvizsgáló nem olvasta el, teljes tartalmát pedig a szolgálattevő nem közölte élő szóban. Acsa-Erdőkürt személyzet nélküli állomáson a jegyvizsgáló kezelte az útsorompó berendezését, majd az ellenvonat bevárása nélkül felhatalmazta a mozdonyvezetőt az indulásra. A két vonat 60 km/h sebességgel haladt egymással szemben ugyanazon pályán. Az ívviszonyok miatt a két mozdonyvezető csak egymástól 200 méterre észlelték a szembejövő szerelvényt, majd gyorsfékezéssel 28 km/h és 23 km/h sebességre tudták lefékezni a vonatot, azonban az ütközést már nem tudták elkerülni. A balesetben mindkét motorkocsi kisiklott, összesen 26-an sérültek meg, ebből 5-en súlyosan. A hasonló baleset elkerülése érdekében a MÁV Zrt. új végrehajtási utasítást készített a vonalra.
2022. október 14-én reggel egy Balassagyarmatról Aszódra közlekedő, egy darab 117-es sorozatú motorkocsiból (Bzmot) kiállított személyvonat Ikladnál egy andráskereszttel jelölt átjáróban egy kamionnal ütközött. A súlyos balesetnek 20 sérültje volt, 5 főt súlyos sérüléssel kórházba szállítottak, köztük a motorkocsi vezetőjét is. A balesetet a nyerges vontató sofőrje okozta, aki a 2108-as mellékútról lekanyarodva figyelmetlenül hajtott fel a nem biztosított vasúti átjáróra. Az átjáróban 45 km/h-s sebességgel ütközött a vonat az áthaladó gépjárműbe. Az ütközés következtében a motorkocsi totálkáros lett, amivel több tízmillió forintos kár is keletkezett. A rendőrség közlése szerint a vétkes sofőr nem is rendelkezett az általa vezetett járműre érvényes jogosítvánnyal, a nyergesvontató pedig korábban már kivonták a forgalomból. Ez a baleset volt a 2022-es év 80. vasúti átjáróban bekövetkezett balesete.

## Útvonala
| 0   | 0                 | Balassagyarmat végállomás | 115 | 87 | S750 , S790 1, 1C, 2C, 3, 3C, 9, 9A 1306, 1308 460, 3081, 3216, 3308, 3312, 3314, 3315, 3318, 3320, 3321, 3322, 3325, 3326, 3329 |
| 9   | 9                 | Szügy                     | 106 | 78 | |
| 16  | 16                | Mohora                    | 99 | 71 | |
| 21  | 21                | Magyarnándor              | 94 | 66 | 3318, 3320, 3321, 3332 |
| 35  | 35                | Becske alsó               | 79 | 51 | |
| 41  | 41                | Nógrádkövesd              | 75 | 47 | 1306 316, 460, 3258, 3259, 3326                                                                                                  |
| 46  | 46                | Galgaguta                 | 66 | 38 | 334, 335, 3326 |
| 54  | 54                | Acsa-Erdőkürt             | 59 | 31 | 316, 338, 460 |
| 60  | 60                | Püspökhatvan              | 52 | 24 | |
| 65  | 65                | Galgagyörk                | 47 | 19 | |
| 72  | 72                | Galgamácsa                | 41 | 13 | S77 316, 318, 342, 347, 348, 394, 453                                                                                            |
| 76  | 76                | Iklad-Domony felső        | 35 | 7  | 342, 347, 348, 457, 459, 460, 461                                                                                                |
| 79  | 79                | Iklad-Domony              | 33 | 5  | S77 342, 347, 348, 457, 458, 459, 460, 461                                                                                       |
| 85  | 88                | Aszód végállomás          | 28 | 0  | S77 , S80 , InterRégió, expresszvonat 342, 347, 348, 402, 422, 424, 426, 428, 430, 438, 457, 458, 459, 460                       |
|     | 92                | Hévízgyörk                | 16 |    | S80 |
| 96  | Galgahévíz        | 12                        | S80 |    | |
| 100 | Tura              | 8                         | S80 , InterRégió 400, 402, 404, 405, 408, 445 |    | |
| 110 | Hatvan végállomás | 0                         | S80 , S820 , InterRégió, expresszvonat 1, 2, 3, 3A, 4, 6, 7, 9 1037, 1039, 1040, 1306, 1427, 1467 348, 406, 407, 409, 410, 412, 414, 3448, 3600, 3601, 3604, 3605, 3610, 3612, 3622, 3623, 3624, 3626, 3628, 3640, 3652, 3675, 3678, 4681, 4686 |    | |